# 坂本頼光
坂本 頼光（さかもと らいこう、1979年6月23日 - ）は、日本の活動弁士である。東京都出身。古舘プロジェクト（業務提携）・落語芸術協会所属。

## 来歴
少年時代より水木しげるのアシスタントになりたいとイラストなどを独学で学んでいたが、中学生の頃に活動弁士の話芸に強く惹かれて、自らも活弁士の道を志すようになった。活弁の師はおらず、カルトプレイヤーの山本竜二を芸人としての師匠としている。
1997年に無声映画のライブラリを多く所有するマツダ映画社にて前座を務めながら活弁の修行を続ける。
2000年に東京キネマ倶楽部にて正式デビュー。『鞍馬天狗』『子宝騒動』他、120作品ほどのレパートリーを持つ。
2004年ごろからは、自らアニメーション作品を書き起こしそれにセリフを付けるという「自作活弁アニメ」を制作し始めている。既存作品のパロディを取り上げたものもある。作品中には必ずと言っていいほど、往年の映画俳優そっくりのキャラクターが登場し、その人に似せた声色で口演する（嵐寛寿郎、森繁久彌、小池朝雄、殿山泰司、花沢徳衛、加藤嘉、大滝秀治、山形勲、多々良純、片岡千恵蔵、大泉滉、賀原夏子、砂塚秀夫、中村伸郎等、多数が故人である）。お笑いライブに出演の時は、『サザザさん』シリーズという“完全オリジナル”自作アニメをかけることが多い。
2007年に稼動開始したコナミの音楽ゲーム「pop'n music15 ADVENTURE」に収録されている楽曲「駕籠の鳥」（サイレント映画と活動弁士というコンセプトの楽曲（Naya~n交響楽団 with坂本頼光名義））に参加している。
2007年、テレビ東京系列にて放映のファイテンション☆デパートおよびファイテンション☆スクール内のコーナー「かくざ父さん」「ご存じかくざ父さん」「ネコべん」にて、主人公以下全ての登場人物の声を担当。リニューアル後のファイテンション☆テレビでも複数の作品に出演している。
2007年、ヨドバシAkibaで行われた、シマンテック社の「ノートン」製品の販促キャンペーン「ノートンファイターショー」のナレーションを担当した。現在もショー開催時には実況役として必ず参加している。
2008年6月7日、日本トンデモ本大賞に招かれ、『サザザさん4』を含めた3つの作品を披露した。これが話題となり、翌2009年6月6日の同大会にも招かれ、本職の得意作である『子宝騒動』及び自身の新作『サザザさん5』の2作品を披露した。
2010年にはアメリカ・東海岸4大学公演ツアーを実施、2012年にはフランスのシネマテーク・フランセーズ、パリ日本文化会館での無声映画上映会に出演した。
2011年より、東京スカイツリー公式マスコットキャラクター「ソラカラちゃん」のサブキャラクター、スコブルブルの声を担当している。
2014年、永井一郎逝去の際に匿名でYouTubeに公開された追悼音声ファイルが話題となった。
DLE関係のFlashクリエーターと親交があり、彼らが制作するFlashアニメによく声の出演をしている。
快楽亭ブラック、唐沢俊一らカルト芸人との公演に出演する一方、寄席等での噺家との共演も多く、2013年11月には国立演芸場への出演を果たすなど正統派の活動と両立させて活躍している。
2017年、国立演芸場花形演芸大賞において銀賞受賞。
2019年、同大賞・金賞受賞。
2019年、周防正行監督の映画『カツベン!』では、出演の他、主演の成田凌、共演の永瀬正敏他に活弁指導。
2020年2月19日、六代目神田伯山の真打昇進披露興行の舞台裏を撮影・配信していたYouTubeチャンネル「神田伯山ティービィー」において、新宿末廣亭9日目の撮影が、機材トラブルのため楽屋音声が録音されていない形で映像のみが収録されていたことが判明。急きょ依頼を受けた坂本が登場人物の声を吹き替えた形での公開となった。
2020年2月、松尾貴史の紹介により古舘プロジェクトに所属。
2022年9月8日より、瀧川鯉朝門下（内輪弟子）の色物芸人として落語芸術協会に入会する。出囃子は『美しき天然』。
2025年、芸術選奨新人賞受賞。

## 人物
特技はイラスト、動画製作。
五代目円楽一門会所属の三遊亭円楽 (7代目)は小・中学校の2学年先輩。
エイプリルフールのネタでXのプロフィールの名前を「便所の糞太郎」にしたらXの規定で元にもどらなくなる事態に遭う。なお、翌日には戻すことが出来た。

## 出演

### テレビ番組
- ファイテンション☆デパート（2007年、テレビ東京）
- 筑紫哲也 NEWS23（TBS）
- 王様のブランチ（TBS）
- プレマップ（NHK）
- NHK高校講座 ベーシック10（2009年、NHK）
- 日本人は何を考えてきたのか（NHK）
- 時代劇ニュース オニワバン!（時代劇専門チャンネル）
- 笑点（2021年・2024年・2025年、日本テレビ）

### テレビドラマ
- 悪魔の手毬唄（2009年、フジテレビ）
- 大河ドラマ いだてん〜東京オリムピック噺〜（2019年、NHK）
- 連続テレビ小説 おちょやん（2021年、NHK）

### テレビアニメ
時期不明
- おじゃる丸（ナレーション、団子屋、偽物のサン・タクロウ、鬼、司会者、客）

2007年
- アームズラリー（シャチョー）
- おしゃべりなちゅどんズ（ゲスト出演）
- かくざ父さんシリーズ（登場人物すべての声）
  - かくざ父さん
  - ご存じかくざ父さん
  - 結言! かくざ父さん

- 先生のチョンマゲ アッパレひでよしくん（しんげん、チョンマゲ先生）
- ネコべん（登場人物すべての声）
- はなけろシリーズ
  - ペンペン村のまごころ屋（ぱぱけろ）
  - 虹の国とシエル姫（白黒団団長〈ぱぱけろ〉、変身ぴょんぴょん〈月光男爵〉）

2008年
- いつもワガママガマ王子（ナレーション）
- 開運 大便小僧（ブルー）
- 星新一ショートショート『うるさい相手』（N氏）
- レオナルド博士とキリン村のなかまたち（ジェフ太、ポン助の父、雪ダルマの父、干支いのしし、小鬼兄弟）- 2シリーズ

2009年
- うんこさん-ツイてる人にしか見えない妖精-（登場人物すべての声）
- 熱走! 亀1グランプリ（アクセル、韓国応援団のおじさん）
- 秘密結社鷹の爪 カウントダウン（淀長）

2011年
- いぬまるだしっ（園長先生）
- 30歳の保健体育（寮長）
- 輪るピングドラム（MC〈男〉、教師）
- よろず骨董 山樫（梶本）　※「アニたま」月間ショート劇場

2013年
- DD北斗の拳（2013年 - 2015年、でかいばばあ、牙大王、ガルフ、コウリュウ）- 2シリーズ
- にゅるにゅる!!KAKUSENくん（カクゴロウ）

2017年
- 信長の忍び（2017年 - 2018年、六角承禎）- 2シリーズ

2018年
- お前はまだグンマを知らない（ばあさん、先生、GHQ、神月母、赤城団のおじさん 他）

2019年
- 明治東亰恋伽（弁士、男1）
- 秘密結社 鷹の爪 〜ゴールデン・スペル〜（レポーター、総理大臣、兵士）

2022年
- 名探偵コナン 犯人の犯沢さん（不動産屋さん、市民）

2023年
- 僕とロボコ（モツオのパパ）

2024年
- 殿と犬（2024年 - 2025年、ナレーション、大家） - 4バージョン共通

### 劇場アニメ
- SPACELAB（2007年、ジジ）
- 秘密結社鷹の爪 THE MOVIE3 http://鷹の爪.jpは永遠に（2010年）
- 天才バカヴォン〜蘇るフランダースの犬〜（2015年、夜の犬、隣人）
- クラユカバ 序章（2021年、稲荷坂、怪活動弁士）
- クラユカバ（2024年、稲荷坂、怪活動弁士 他）
- クラメルカガリ（2024年、石猿親方 他）

### OVA
- 伝染るんです。（2009年、しいたけ、こけし、かえるくん、スズメ 他）
- 海底ミカンの皮マイル（2009年、ナレーション、バナナの皮）
- 地獄甲子園（2009年、校長先生 他）
- 珍遊記 -太郎とゆかいな仲間たち-（2009年、じじい、本屋のばばあ、モリシーゲ、鶏肉屋の主人）

### Webアニメ
- 秘密結社鷹の爪 独立愚連広報部（2006年、HIDEZI、ニジマスオさん）
- 端ノ向フ（2012年、怪活動弁士）
- Go!Go!家電男子（2013年、ラジカセ博士、ビデオテープさん）
- 磯部磯兵衛物語〜浮世はつらいよ〜（2013年、ナレーション、徳川家康 他）
- いきいきごんぼ（2014年、ナレーション）
- 磯部磯兵衛物語（2015年、ナレーション）

### ゲーム
- ジェイスターズ ビクトリーバーサス（2014年、本屋のばばあ）
- ヒロイン忍法帖 姫影・壱（2022年、鶴岡卍丸[19]）

### CM
- アメリカンホームダイレクト 夫婦劇場篇
- 金氏高麗人参サプリ
- JOYSOUND AKB48女医篇
- ミスタードーナツ
- 三井製糖 上白糖/すこしですむさとう
- 日清食品 カップヌードルHUNGRY DAYS『サザエさん篇』（2017年、波平）[20]

### ナレーション
- チャップリン・ザ・ルーツ
- 記録映画「新宿ムーラン・ルージュの青春」
- 懐かし写真・東京ヒストリー!!
- 天命ナインティナイン
- コナミ・ポップンミュージック「駕篭の鳥」
- DVD「少年ジェット DVD-BOX特典紙芝居「黒い影の巻」」

### 舞台
- 東京国立近代美術館フィルムセンター
- 銀座博品館劇場『新旧無声映画の夕べ』
- 日比谷野外音楽堂『嵐寛寿郎生誕100年記念・鞍馬天狗まつり』
- 新文芸座『小津安二郎映画特集』『松竹110年、名匠達の軌跡・成瀬巳喜男』
- 韓国チュンムロ映画祭
- 『OROCHI !!』A NIGHT OF CHAMBARA × ORCHESTRA（於・明治神宮内 神宮会館）2008年10月21日
- JAPAN国際コンテンツフェスティバル オリジナルイベント/第21回東京国際映画祭提携企画
- 国立演芸場
- 鬼畜寄席
- 天満天神繁昌亭
- Patch stage vol.8 浮世戯言歌劇『磯部磯兵衛物語〜浮世はつらいよ〜 高尾山地獄修業編』（2016年4月）

### その他コンテンツ
- スコブルブル（東京スカイツリー公式キャラクター）
- めがねと旅する美術展 短編アニメーション《押絵ト旅スル男》（展内上映：2018年7月20日 - 2019年1月27日、老人[21]）
- JAL名人会 (日本航空機内放送）ご案内（2020年4月～)

## 参加作品

### 映画
- 細菌列島（2009年） - アニメパートの登場人物の作画を一部担当。
- カツベン!（2019年）-活弁指導と出演（声色弁士、リヤカーの男）

### テレビ番組
- 志の輔らくご in Parco（WOWOW） - アニメーション部分の制作を担当。

### テレビアニメ
- ネコべん（テレビ東京） - 脚本を担当 ※自身も出演
- うんこさん（関西テレビ） - 脚本を担当 ※自身も出演

### 漫画
- 例の一家〜トツゲキ精神〜（2012年、ソニー・デジタルエンタテイメント）

### DVD
- お江戸@ハート 幕末太陽傳の巻 4 (DVD) 坂本頼光 (出演), 寒空はだか (出演)  形式: DVD

### シリーズ一覧
1. ↑  『殿と犬〜わんわん!〜』『殿と犬〜ぽてぽて!〜』『殿と犬〜くんくん!〜』『殿と犬〜もふもふ!〜』